# Opisthopristis singularis
Genre
Espèce
Opisthopristis singularis, unique représentant du genre Opisthopristis, est une espèce d'opilions laniatores de la famille des Cosmetidae.

## Distribution
Cette espèce est endémique de la région de Junín au Pérou. Elle se rencontre vers Huacapistana.

## Description
Le mâle holotype mesure 6,5 mm.

## Publication originale
- Roewer, 1952 : « Neotropische Arachnida Arthrogastra, zumeist aus Peru. » Senckenbergiana, vol. 33, p. 37-58.